# Eugène Charles Catalan

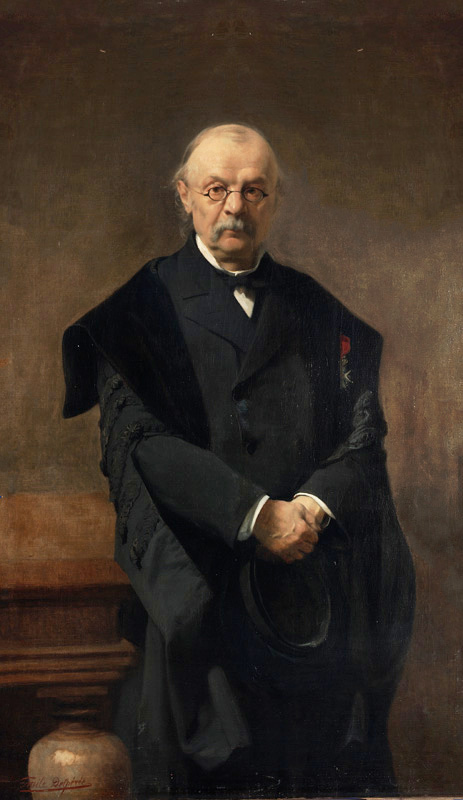
Eugène Charles Catalan

Eugène Charles Catalan (ur. 30 maja 1814 w Brugii, zm. 14 lutego 1894 w Liège) – matematyk belgijski.

## Życiorys
Eugène Charles Catalan był jedynym dzieckiem francuskiego złotnika, Josepha Catalana. Od roku 1825 studiował na słynnej uczelni École Polytechnique, gdzie w 1833 roku poznał Josepha Liouville. Z uczelni wydalony w roku 1834, powrócił na nią w roku 1835. Dzięki pomocy Liouville'a od roku 1838 wykładał na tej uczelni geometrię wykreślną, jednak z powodu poglądów politycznych stracił katedrę w roku 1841. Po tym okresie geometrii wykreślnej uczył w Charlemagne College.
Catalan był zaangażowany politycznie, wyznawał lewicowe poglądy. Popierał wydarzenia Wiosny Ludów. Przez pewien czas zasiadał we francuskim parlamencie.
W roku 1865 objął katedrę analizy matematycznej na Uniwersytecie w Liège. Pracował dla Belgijskiej Akademii Nauk, głównie w dziedzinie teorii liczb.

## Praca naukowa
Catalan prowadził badania naukowe w dziedzinie teorii liczb, geometrii wykreślnej, ułamków łańcuchowych, oraz kombinatoryki. Nazwał swoim imieniem szczególną powierzchnię w rzeczywistej trójwymiarowej przestrzeni (minimalną okresową powierzchnię w takiej przestrzeni). W roku 1844 sformułował problem znany później jako twierdzenie Mihăilescu, które zostało udowodnione w roku 2002. Wprowadził także liczby Catalana do kombinatoryki. Jego imieniem nazywana jest także pewna grupa wielościanów.